# Gabriel Suazo
Pour les articles homonymes, voir Suazo.
Gabriel Suazo, né le 9 août 1997 à Santiago au Chili, est un footballeur international chilien qui évolue au poste de latéral gauche au Séville FC.

## Biographie
Il participe à la Copa Libertadores avec l'équipe de Colo-Colo.
En 2023, il quitte le continent sud américain pour la première fois de sa carrière et signe au Toulouse FC pour une durée de 3 ans et demi.

## Statistiques
| Saison                | Club                  | Championnat                 | Championnat | Championnat | Championnat | Coupe(s) nationale(s) | Coupe(s) nationale(s) | Coupe(s) nationale(s) | Supercoupe | Supercoupe | Supercoupe | Compétition(s) continentale(s) | Compétition(s) continentale(s) | Compétition(s) continentale(s) | Compétition(s) continentale(s) | Total | Total | Total |
| Saison                | Club                  | Division                    | M.          | B.          | P.d.        | M.                    | B.                    | P.d.                  | M.         | B.         | P.d.       | Comp.                          | M.                             | B.                             | P.d.                           | M.    | B.    | P.d.  |
| 2015-2016             | Colo-Colo             | Apertura+Clausura           | 2+5         | 0+0         | 0+0         | 9                     | 0                     | 0                     | -          | -          | -          | CL                             | 1                              | 0                              | 0                              | 17    | 0     | 0     |
| 2016-2017             | Colo-Colo             | Apertura+Clausura           | 9+14        | 0+1         | 0+0         | 3                     | 1                     | 0                     | 1          | 0          | 0          | CL                             | -                              | -                              | -                              | 27    | 2     | 0     |
| 2017-2018             | Colo-Colo             | Transición+Primera División | 14+19       | 0+0         | 1+2         | 2                     | 0                     | 0                     | 1          | 0          | 0          | CL                             | 6                              | 0                              | 0                              | 42    | 0     | 3     |
| 2019                  | Colo-Colo             | Primera División            | 23          | 3           | 4           | 3                     | 0                     | 0                     | -          | -          | -          | CS                             | 1                              | 0                              | 0                              | 27    | 3     | 4     |
| 2020                  | Colo-Colo             | Primera División            | 30          | 1           | 1           | -                     | -                     | -                     | -          | -          | -          | CL                             | 6                              | 1                              | 0                              | 36    | 2     | 1     |
| 2021                  | Colo-Colo             | Primera División            | 25          | 0           | 1           | 7                     | 0                     | 1                     | 1          | 0          | 0          | -                              | -                              | -                              | -                              | 33    | 0     | 2     |
| 2022                  | Colo-Colo             | Primera División            | 26          | 3           | 3           | 3                     | 0                     | 0                     | 1          | 0          | 1          | CL+CS                          | 6+2                            | 0+0                            | 1+0                            | 38    | 3     | 5     |
| Sous-total            | Sous-total            | Sous-total                  | 167         | 8           | 12          | 27                    | 1                     | 1                     | 4          | 0          | 1          | -                              | 22                             | 1                              | 1                              | 220   | 10    | 15    |
| 2022-2023             | Toulouse FC           | Ligue 1                     | 18          | 0           | 1           | 4                     | 1                     | 1                     | -          | -          | -          | -                              | -                              | -                              | -                              | 22    | 1     | 2     |
| 2023-2024             | Toulouse FC           | Ligue 1                     | 31          | 0           | 4           | 2                     | 0                     | 0                     | 1          | 0          | 0          | C3                             | 8                              | 2                              | 0                              | 42    | 2     | 4     |
| 2024-2025             | Toulouse FC           | Ligue 1                     | 30          | 0           | 6           | 3                     | 0                     | 1                     | -          | -          | -          | -                              | -                              | -                              | -                              | 33    | 0     | 7     |
| Sous-total            | Sous-total            | Sous-total                  | 79          | 0           | 11          | 9                     | 1                     | 2                     | 1          | 0          | 0          | -                              | 8                              | 2                              | 0                              | 97    | 3     | 13    |
| Total sur la carrière | Total sur la carrière | Total sur la carrière       | 246         | 8           | 23          | 36                    | 2                     | 3                     | 5          | 0          | 1          | -                              | 30                             | 3                              | 1                              | 317   | 13    | 28    |

### En sélection nationale
| Saison                | Sélection             | Phases finales                | Phases finales | Phases finales | Phases finales | Éliminatoires CDM | Éliminatoires CDM | Éliminatoires CDM | Matchs amicaux | Matchs amicaux | Matchs amicaux | Total | Total | Total |
| Saison                | Sélection             | Compétition                   | M              | B              | Pd             | M                 | B                 | Pd                | M              | B              | Pd             | M     | B     | Pd    |
| --------------------- | --------------------- | ----------------------------- | -------------- | -------------- | -------------- | ----------------- | ----------------- | ----------------- | -------------- | -------------- | -------------- | ----- | ----- | ----- |
| 2015-2016             | Chili                 | Copa América Centenario       | -              | -              | -              | -                 | -                 | -                 | 0              | 0              | 0              | 0     | 0     | 0     |
| 2016-2017             | Chili                 | Coupe des confédérations 2017 | -              | -              | -              | -                 | -                 | -                 | 1              | 0              | 0              | 1     | 0     | 0     |
| 2021-2022             | Chili                 | -                             | -              | -              | -              | 6                 | 0                 | 0                 | 2              | 0              | 0              | 8     | 0     | 0     |
| 2022-2023             | Chili                 | -                             | -              | -              | -              | -                 | -                 | -                 | 7              | 0              | 1              | 7     | 0     | 1     |
| 2023-2024             | Chili                 | Copa América 2024             | 3              | 0              | 0              | 6                 | 0                 | 0                 | 3              | 0              | 2              | 12    | 0     | 2     |
| 2024-2025             | Chili                 | -                             | -              | -              | -              | 3                 | 0                 | 0                 | -              | -              | -              | 3     | 0     | 0     |
| Total sur la carrière | Total sur la carrière | Total sur la carrière         | 3              | 0              | 0              | 15                | 0                 | 0                 | 13             | 0              | 3              | 31    | 0     | 3     |

## Palmarès
- Vainqueur de la Coupe du Chili en 2016 avec Colo-Colo
- Vainqueur de la Coupe de France en 2023 avec le Toulouse FC
- Finaliste du Trophée des champions en 2023.